# Partiarisches Darlehen
Ein partiarisches Darlehen (Beteiligungsdarlehen) ist eine Form der Beteiligungsfinanzierung in Gestalt eines Darlehens im Sinne von § 488 BGB. Als Nutzungsentgelt wird ein Anteil am Gewinn oder Umsatz eines Unternehmens oder eines Geschäfts, zu dessen Zweck (insbesondere zur Finanzierung) das Darlehen gewährt wurde, vereinbart (partiarisch = gewinnabhängig). Neben der Gewinnbeteiligung kann eine Verzinsung vereinbart werden, wobei der Schwerpunkt auf der Gewinnbeteiligung liegen muss.

## Abgrenzung zur stillen Gesellschaft
Die Unterscheidung ist daher anhand von Indizien zu treffen. Für das Vorliegen eines partiarischen Darlehens sprechen
1. das Darlehen ist banküblich gesichert
2. die Verzinsung ist gewinn- oder umsatzabhängig
3. der Darlehensgeber hat kein Mitspracherecht im Unternehmen
4. der Darlehensgeber trägt kein Unternehmerrisiko
5. eine Beteiligung am Verlust ist ausgeschlossen
6. es liegt kein gemeinsamer Zweck vor

## Bedeutung als nicht regulierte Kapitalanlage
Durch die Änderung des Verkaufsprospektgesetzes vom 1. Juli 2005 sind auch nicht in Wertpapieren verbriefte Anlagen überwiegend mit einer Prospektpflicht belegt. Auf diese Weise wollte der Gesetzgeber den sogenannten "grauen Kapitalmarkt" regulieren. Der Gesetzgeber wollte einen Teilbereich des grauen Kapitalmarktes am Leben erhalten. Auch das Vermögensanlagengesetz, das überwiegend zum 1. Juni 2012 in Kraft trat, erfasste damals das partiarische Darlehen noch nicht. Seit der Einführung des Kleinanlegerschutzgesetzes, welches 2015 in Kraft trat, wurden mit § 1 Abs. 1 Nr. 2 das partiarische Darlehen als eine Vermögensanlage im Sinne des Vermögensanlagengesetzes aufgenommen, um die Umgehungen der Prospektpflicht, welches bei einer Fundingsumme ab 100.000 Euro damals pflichtig war, weiterhin zu vermeiden und dem Anleger unter Kontrollrechten zu bringen. Die Prospektpflicht ist grundsätzlich geboten, entfällt jedoch mit den Voraussetzungen des § 2a Abs. 1 VermAnlG. Vor allem im Bereich des Crowdinvesting war die Einführung des KASG notwendig, um den Anleger zu schützen. Mit dem partiarischen Darlehen wurden auch das Nachrangdarlehen (§ 1 Abs. 2 Nr. 4 VermAnlG) und "sonstige Anlagen, die einen Anspruch auf Verzinsung und Rückzahlung gewähren oder im Austausch für die zeitweise Überlassung von Geld einen vermögenswerten auf Barausgleich gerichteten Anspruch vermitteln" mit aufgenommen und welche auch nach § 2a Abs. 1 VermAnlG privilegiert wurden. Der Gesetzgeber ist eine Begründung schuldig, wieso er genau diese drei Vermögensanlagen privilegiert hat.

## Keine Anwendbarkeit des Kapitalanlagegesetzbuchs
Das Kapitalanlagegesetzbuch (KAGB) ist überwiegend zum 22. Juli 2013 in Kraft getreten. Es knüpft an den Begriff des Investmentvermögens an. Was unter Investmentvermögen zu verstehen ist, ist in § 1 KAGB dargestellt. Investmentvermögen ist jeder Organismus für gemeinsame Anlagen, der von einer Anzahl von Anlegern Kapital einsammelt, um es gemäß einer festgelegten Anlagestrategie zum Nutzen dieser Anleger zu investieren und der kein operativ tätiges Unternehmen außerhalb des Finanzsektors ist. Eine gemeinsame Anlage liegt dabei nur vor, wenn die Anleger an den Chancen und Risiken beteiligt werden sollen, wobei sowohl eine Gewinn- als auch eine Verlustbeteiligung vereinbart sein muss, so Auslegungsschreiben der Bundesanstalt für Finanzdienstleistungsaufsicht (BaFin) zum Anwendungsbereich des KAGB und zum Begriff des "Investmentvermögens" vom 14. Juni 2013, zuletzt geändert am 27. August 2014. Darlehen sehen typischerweise keine Verlustbeteiligung vor, unterfallen daher nicht dem Begriff des Investmentvermögens und somit nicht dem KAGB. An dieser Einschätzung ändert auch der, im Rahmen von partiarischen Darlehen sehr häufig vereinbarte, sogenannte qualifizierte Nachrang nichts, da er keine Verlustbeteiligung, sondern lediglich ein temporäres Leistungsverweigerungsrecht darstellt.

## Auswirkungen des Kleinanlegerschutzgesetzes auf das partiarische Darlehen
Mit der Einführung des Kleinanlegerschutzgesetzes, welches am 10. Juni 2015 in Kraft getreten ist, greift grundsätzlich die Prospektpflicht für das partiarische Darlehen und Nachrangdarlehen gem. § 1 Abs. 2 VermAnlG. Eine Ausnahme besteht aber nach § 2a Abs. 1 VermAnlG, wenn der Verkaufspreis sämtlicher in einem Zeitraum von zwölf Monaten angebotenen Vermögensanlagen desselben Emittenten 6 Millionen Euro nicht übersteigt; nicht verkaufte oder vollständig getilgte Vermögensanlagen werden nicht angerechnet. 
Gemäß § 2a Abs. 3 ist die Befreiung nur auf Vermögensanlagen anwendbar, die ausschließlich im Wege der Anlageberatung oder Anlagevermittlung über eine Internet-Dienstleistungsplattform vermittelt werden, die durch Gesetz oder Verordnung verpflichtet ist, zu prüfen, ob der Gesamtbetrag der Vermögensanlagen desselben Emittenten, die von einem Anleger erworben werden können, folgende Beträge nicht übersteigt:
1. 1.000 Euro,
2. 10 000 Euro, sofern der jeweilige Anleger nach einer von ihm zu erteilenden Selbstauskunft über ein frei verfügbares Vermögen in Form von Bankguthaben und Finanzinstrumenten von mindestens 100 000 Euro verfügt, oder
3. den zweifachen Betrag des durchschnittlichen monatlichen Nettoeinkommens des jeweiligen Anlegers nach einer von ihm zu erteilenden Selbstauskunft, höchstens jedoch 25 000 Euro.

Diese Beträge gelten nicht, für einen Anleger der eine Kapitalgesellschaft ist oder eine GmbH & Co. KG, deren Kommanditisten gleichzeitig Gesellschafter der GmbH oder an der Entscheidungsfindung der GmbH beteiligt sind, sofern die GmbH & Co. KG kein Investmentvermögen und keine Verwaltungsgesellschaft nach dem Kapitalanlagegesetzbuch ist.

## Darlehen als Einlagengeschäft?
Darlehen können den Tatbestand des Einlagengeschäfts im Sinne des § 1 Abs. 1 S. 2 Nr. 1 Kreditwesengesetzes (KWG) erfüllen und damit regulierungspflichtige Bankgeschäfte sein. Zur Vermeidung des Einlagengeschäftes können Darlehen entweder banküblich besichert oder qualifiziert nachrangig vereinbart werden. Wie eine bankübliche Besicherung auszusehen hat, richtet sich nach der bankwirtschaftlichen Verkehrsanschauung. Bisher als bankübliche Sicherheit eingesetzt werden beispielsweise Grundpfandrechte, Garantien oder Bankbürgschaften, sofern sie entsprechend ausgestaltet sind, insbesondere im Verwertungsfall einen direkten Zugriff des Anlegers auf die Sicherheit erlauben. Die Vereinbarung eines qualifizierten Nachranges führt dazu, dass die eingeworbenen Darlehensgelder nicht mehr – anders als beim Einlagengeschäft erforderlich – unbedingt rückzahlbar sind.

## Steuerliche Behandlung
Der Darlehensgeber erzielt Einkünfte aus Kapitalvermögen (§ 2 Abs. 1 Satz 1 Nr. 5 i. V. m. § 20 Abs. 1 Nr. 4, 1. HS EStG). Gewinnbeteiligung und Zinsen unterliegen dem Kapitalertragsteuerabzug. Damit ist die Einkommensteuer abgegolten, es sei denn, Darlehensgeber und Darlehensnehmer sind nahestehende Personen oder Anteilseigner, weitere Ausnahmen sind möglich. Hier soll unterbunden werden, dass beim Darlehensnehmer Gewinnbeteiligung und Zinsen den Betriebsgewinn mit dem vollen Steuersatz mindern, während Gewinnbeteiligung und Verzinsung beim Darlehensgeber nur mit dem Abgeltungssteuersatz besteuert werden.
In der Bilanz des Darlehensnehmers ist das Darlehen als Verbindlichkeit zu passivieren. Der Wertansatz richtet sich nach dem Rückzahlungsbetrag und entspricht regelmäßig dem Nennbetrag des Darlehens.

## Vertragliche Gestaltung
Im Rahmen der vertraglichen Gestaltung als Anlageprodukt ist neben der Abgrenzung zur stillen Gesellschaft ganz wesentlich, das Darlehen so zu konstruieren, dass es sich nicht um ein Einlagengeschäft im Sinne des § 1 Abs. 1 Nr. 1 Kreditwesengesetzes (KWG) handelt. Andernfalls müsste das die Darlehen annehmende Unternehmen eine Banklizenz im Sinne des § 32 KWG haben. Häufig werden die partiarischen Darlehen juristisch mangelhaft konstruiert, so dass die Bundesanstalt für Finanzdienstleistungsaufsicht (BaFin) immer wieder Untersagungsverfügungen aufgrund der Einwerbung oder Abwicklungsverfügungen in Bezug auf angenommene Darlehen erlässt.